# Kap Akarui
Kap Akarui (norwegisch Bjartodden) ist eine felsige Landspitze an der Kronprinz-Olav-Küste des ostantarktischen Königin-Maud-Lands. Sie liegt etwa 18 km nordöstlich des Kap Omega.
Kartografiert und fotografiert wurde es von Teilnehmern der von 1957 bis 1962 dauernden japanischen Antarktisexpedition, die es deskriptiv als Akarui-misaki (japanisch 明るい岬 ‚helles Kap‘) benannten.